# Changling, Hubei
Changling är en köping i Kina. Den ligger i provinsen Hubei, i den centrala delen av landet, 1 000 km söder om huvudstaden Peking. Changling ligger 54 meter över havet och antalet invånare är 66 685. Befolkningen består av 33 174 kvinnor och 33 511 män. Barn under 15 år utgör 16,0 %, vuxna 15-64 år 74 %, och äldre över 65 år 9,0 %.
Terrängen runt Changling är platt norrut, men söderut är den kuperad. Runt Changling är det tätbefolkat, med 476 invånare per kvadratkilometer. Changling är det största samhället i trakten. Trakten runt Changling består till största delen av jordbruksmark.